# All Excess
All Excess es el primer DVD de la banda Avenged Sevenfold, cual fue puesto a la venta el 17 de julio de 2007. El DVD incluye un documental con imágenes que datan de 1999, cuatro actuaciones en directo, junto con cuatro vídeos musicales y varios extras. Este documental fue creado para mostrar la forma en que la banda comenzó de una manera distinta a la de las demás bandas. Esto se logra dando al espectador una mirada a los pensamientos, las relaciones entre los miembros y el fondo de la banda.
El DVD vendió más de 11 000 copias en su primera semana de lanzamiento.

## Contenido

### Documental “All Excess”
- 1 - Intro
- 2 - Huntington Beach
- 3 - How the Band Met
- 4 - Naming the Band
- 5 - Friends & Family
- 6 - Individual Names
- 7 - The Deathbat
- 8 - 40's In the Park
- 9 - Chain Reaction
- 10 - Getting Signed
- 11 - Early Touring
- 12 - Album Recording
- 13 - Warped Tour
- 14 - Our Fans
- 15 - Ozzfest
- 16 - Day off with A7X
- 17 - Playing with Metallica
- 18 - Closing

### Vídeos musicales
(Los vídeos incluyen disponibilidad de comentarios de la banda y director)
- Unholy Confessions
- Bat Country
- Beast and the Harlot
- Seize the Day
- *The Making of Seize the Day

### Actuaciones en directo
- Beast and the Harlot
- Trashed and Scattered
- Syn’s Guitar Solo
- Bat Country

### Outtakes
- “Tattoo Tour”
- “Practice Garage”
- “Beer Break”
- “M. Shadows Sings w/ Korn”
- “Grapes In the Mouth”
- “Symphony In the Studio”
- “Hotel Drunks”
- “Walk (Pantera Cover)”

## Créditos

### Avenged Sevenfold
- M. Shadows - Voz
- Zacky Vengeance - Guitarra rítmica, voz
- The Rev - Batería, voz
- Synyster Gates - Guitarra líder
- Johnny Christ - Bajo

### Antiguos miembros
- Matt Wendt - Bajo
- Justin Sane - Bajo
- Dameon Ash - Bajo

### Producción
- Dirigido por: Rafa Alcantara
- Producida por: Adam Cook & Troncal Entertainment, Inc.
- Producción Ejecutiva: Devin Sarno de Warner Bros. Records